# Памятник воинам-землякам (Томтор, Таттинский улус)
«Памятник воинам-землякам, погибшим в годы Великой Отечественной войны» — памятник, посвящённый памяти воинов погибших в годы Великой Отечественной войны в селе Томтор, Баягинского наслега, Таттинского улуса, Республики Саха (Якутия). Памятник истории и культуры регионального значения.

## Общая информация
После победоносного окончания Великой Отечественной войны в городах и сёлах республики Якутия стали активно возводить первые памятники и мемориалы, посвящённые павшим солдатам. Памятный знак воинам-землякам по проекту А. В. Андросова был установлен в селе Томтор Баягинского наслега Таттинского улуса в 1967 году в центральной части села по улице Братьев Малгиных. В 1995 году по инициативе Христофорова Степана Христофоровича был установлен памятник воинам-землякам. Авторами проекта стали Петров Михаил Михайлович, Неустроев Борис Федорович — Мандар Уус.

## История
По архивным сведениям и документам, в годы Великой Отечественной войны из Баягинского наслега на фронт были направлены 148 человек, из них 74 воина погибли и пропали без вести на полях сражений. Многие вернувшиеся в родное село стали орденоносцами: 5 человек — медалью «Красное знамя», 6 человек — Орденом «Славы», 7 человек — «За мужество», 7 человек — «За боевые заслуги».

## Описание памятника
Памятник расположился на склоне холма, в северной части села. Он представляет собой фронтальную композицию, которая состоит из двух стел и центрального обелиска между ними. Все элементы прямоугольной формы и установлены на цокольных бетонных основаниях. В верхней части лицевой стороны обелиска размещён орден Отечественной войны, в центре — барельефное изображение фигуры солдата в полный рост. Высота барельефа — 1,9 метра. На стелах установлены пятиконечные звезды и фотографии участников Великой Отечественной войны.
Вокруг мемориала расположены тумбы П-образной формы, на которых прикреплены таблички из дюралюминия с именами воинов, погибших в войне, а также участников, вернувшихся с войны. Тумбы изготовлены из железобетона. Территория мемориала огорожена металлической изгородью.
В соответствии с Постановлением Совета министров Якутской АССР «О состоянии и мерах по улучшению охраны памятников истории и культуры Якутской АССР» № 484 от 31.12.1976 года, памятник внесён в реестр объектов культурного наследия народов Российской Федерации и охраняется государством.